# Coût réduit
Lorsqu'on résout des problèmes d'optimisation, on obtient une solution optimale (ou pas). Chacune des contraintes a une valeur précise. Le coût réduit est la perte d'argent si l'on baisse la contrainte. Ainsi, une contrainte non saturée a un coût réduit nul.
Prenons un exemple : pour fabriquer des sacs à main, une compagnie utilise 2 usines, la première a une capacité de 50 heures par semaine, la deuxième de 35 h. Les usines sont utilisées 40 heures pour la première et 35 heures pour la deuxième. Le chiffre d'affaires est de 12 000 euros. Si, pour une raison quelconque, la capacité de la deuxième usine descend à 34 heures, alors le chiffre d'affaires baisse à 11 500 euros. Ainsi, le coût réduit est ici de 500 pour la deuxième usine (et 0 pour la première).
Il existe des algorithme d optimisation des couts, à l'aide de la simulation prévisionnelle des couts. Plusieurs types de programmation existent : programmation linéaire, non linéaire, programmation en nombres entiers et programmation dynamique 